# دميم (المهرة)

تعديل مصدري - تعديل

دميم هي إحدى قرى مديرية حات التابعة لمحافظة المهرة، بلغ تعداد سكانها 38 نسمة حسب تعداد اليمن لعام 2004.